# Orange Tunisie
Orange Tunisie (arabe : أورنج تونس) est un opérateur privé de télécommunications tunisien.
Il est le fruit d'une alliance entre Orange SA (49 %) et la société Investec (51 %), propriété du groupe Mabrouk dirigé par Marouane Mabrouk, gendre de l'ancien président Zine el-Abidine Ben Ali.

## Historique
Orange Tunisie est le deuxième opérateur privé de télécommunications à obtenir une licence de téléphonie mobile en Tunisie, adjugée en juillet 2009 pour un montant de 257,3 millions de dinars. Il est aussi le premier en termes de licence pour exploiter un réseau 3G et de téléphonie fixe, brisant sur ce dernier plan le monopole de Tunisie Télécom.
En avril 2010, Orange Tunisie, sous l'impulsion de Marouane Mabrouk, désigne Hakim El Karoui au conseil d'administration de sa filiale Planet.
Le lancement de Orange Tunisie le 5 mai 2010 se déroule autour d'un gigantesque buzz médiatique ; il suscite l'engouement du public même si le marché de la téléphonie paraît saturé avec près de 90 % des Tunisiens possédant un forfait de téléphonie mobile. Il revendique en 2014 un total de 2,1 millions d'abonnés, pour une part de marché de 13 %.
Didier Charvet est nommé directeur général en remplacement de Thierry Marigny en septembre 2012.

### Offres multi-play
À l'instar des autres marchés où Orange est présent, l'opérateur propose un ensemble d'offres et de services autour d'Internet et de la téléphonie par Internet (VoIP), accessibles au moyen du modem Livebox 2.
En juin 2014, Orange Tunisie lance, en collaboration avec la Poste tunisienne, le service de paiement à distance via mobile Mobimoney.
En août 2014, l'opérateur lance l'offre 3ajab qui permet de bénéficier à vie de dix fois le montant de toute recharge supérieure à cinq dinars. Cette stratégie tarifaire agressive est critiquée car elle force à restreindre les bénéfices d'une société déjà déficitaire.

### Sponsoring et partenariats
En juillet 2010, Orange Tunisie devient le sponsor officiel et exclusif de l'Espérance sportive de Tunis (EST) avec un montant record dans le sport tunisien. Dans le même temps, l'entreprise obtient les droits de deux autres clubs : l'Étoile sportive du Sahel (ESS) et le Club sportif sfaxien (CSS).
En janvier 2017, Orange Tunisie monte pour la deuxième fois un concours en faveur de l'entreprenariat des femmes en Tunisie, Technovation Tunisia 2017.

### Controverses
Marouane Mabrouk est soupçonné de plusieurs malversations et crimes financiers, au même titre que le clan Trabelsi. En tant qu'actionnaire majoritaire, ce dernier aurait impliqué Orange Tunisie dans des affaires de corruption, notamment lors de l'obtention de la licence 3G avec une enveloppe de 26 millions d'euros qui aurait été récupérée directement par Mabrouk au lieu de profiter à l'État tunisien.
Après la suite de la chute du régime Ben Ali, en janvier 2011, une controverse naît à la fin février sur les conditions d'attribution à l'opérateur de la licence pour le réseau 3G. Les 51 % de l'entreprise appartenant à la société Investec sont confisqués par l'État le 29 mars de la même année, à la suite du décret no 2011-13 du 14 mars visant 114 personnalités liées au régime déchu, et un administrateur judiciaire nommé à la tête de l'entreprise, ce que Mabrouk considère comme une tentative de spoliation. Un audit réalisé le 24 octobre à la demande de la commission de confiscation conclut cependant que le financement de la société Investec s'est fait à partir de revenus issus du groupe Mabrouk, alors qu'une décision de la Cour de cassation statue que les biens acquis licitement ne sont pas concernés par les mesures de confiscation.
Si Mabrouk retrouve la présidence du conseil d'administration, l'État cède le 3 mars 2013 ses actions à la holding El Karama Holding, chargée de gérer les biens confisqués et qui convoque une assemblée générale le 16 janvier 2014 pour démettre Mabrouk de ses fonctions ; la justice annule cependant les décisions de cette assemblée le 11 février. Fin 2014, la présence de Mabrouk au conseil d'administration met en péril la nécessité pour la société de lever des fonds auprès de l'État pour soutenir sa croissance.